# Stadion Viktorii Žižkov
Stadion Viktorii Žižkov – stadion piłkarski w Pradze Žižkovie, na którym swoje mecze domowe rozgrywają zespoły FK Viktoria Žižkov i FK Bohemians Praha.
W roku 2002 stadion przeszedł gruntowną modernizację – wybudowano nowe trubuny południową i zachodnią. Latem 2003 zmodernizowano główną trybunę i zainstalowano sztuczne oświetlenie. W roku 2007 w celu zwiększenia ilości miejsc zbudowano wschodnią trybunę o pojemności 1000 widzów. Obecnie stadion na Žižkovie mieści 5600 kibiców (wszystkie miejsca siedzące).
Od sezonu 2008/09 na obiekcie, oprócz właściciela, rozgrywa swoje mecze także FK Bohemians Praha, którego dotychczasowy stadion po awansie do Gambrinus ligi przestał spełniać warunki licencyjne.
Dojazd:
- tramwaje linii 5, 9, 26, 55, 58 (przystanek Husinecká)
- autobusy
  - linii 133, 207, 504 (przystanek U Památníku)
  - linii 135 (przystanek Náměstí Winstona Churchilla)
- kolej – stacja Praha hl. n.
- ewentualnie metro: linia A, przystanek Jiřího z Poděbrad (~1 km)